# Saint-Folquin
Saint-Folquin (flämisch: Sint-Volkwin) ist eine französische Gemeinde mit 2339 Einwohnern (Stand: 1. Januar 2022) im Département Pas-de-Calais in der Region Hauts-de-France. Sie gehört seit 2017 zum Arrondissement Calais (zuvor Saint-Omer) und zum Kanton Marck (bis 2015: Kanton Audruicq). Die Einwohner werden Saint-Folquinois genannt.

## Geographie
Saint-Folquin liegt etwa sieben Kilometer südlich der Nordseeküste. Der Fluss Aa begrenzt die Gemeinde im Osten, Nachbargemeinden von Saint-Folquin sind Gravelines im Norden, Saint-Georges-sur-l’Aa im Nordosten, Bourbourg im Osten, Sainte-Marie-Kerque im Südosten, Audruicq im Süden, Saint-Omer-Capelle im Westen sowie Oye-Plage im Nordwesten.
Durch die Gemeinde führt die Autoroute A16.

## Bevölkerungsentwicklung
| Jahr      | 1962 | 1968 | 1975 | 1982 | 1990 | 1999 | 2006 | 2012 |
| Einwohner | 1415 | 1335 | 1383 | 1754 | 1973 | 2062 | 2242 | 2167 |

## Sehenswürdigkeiten

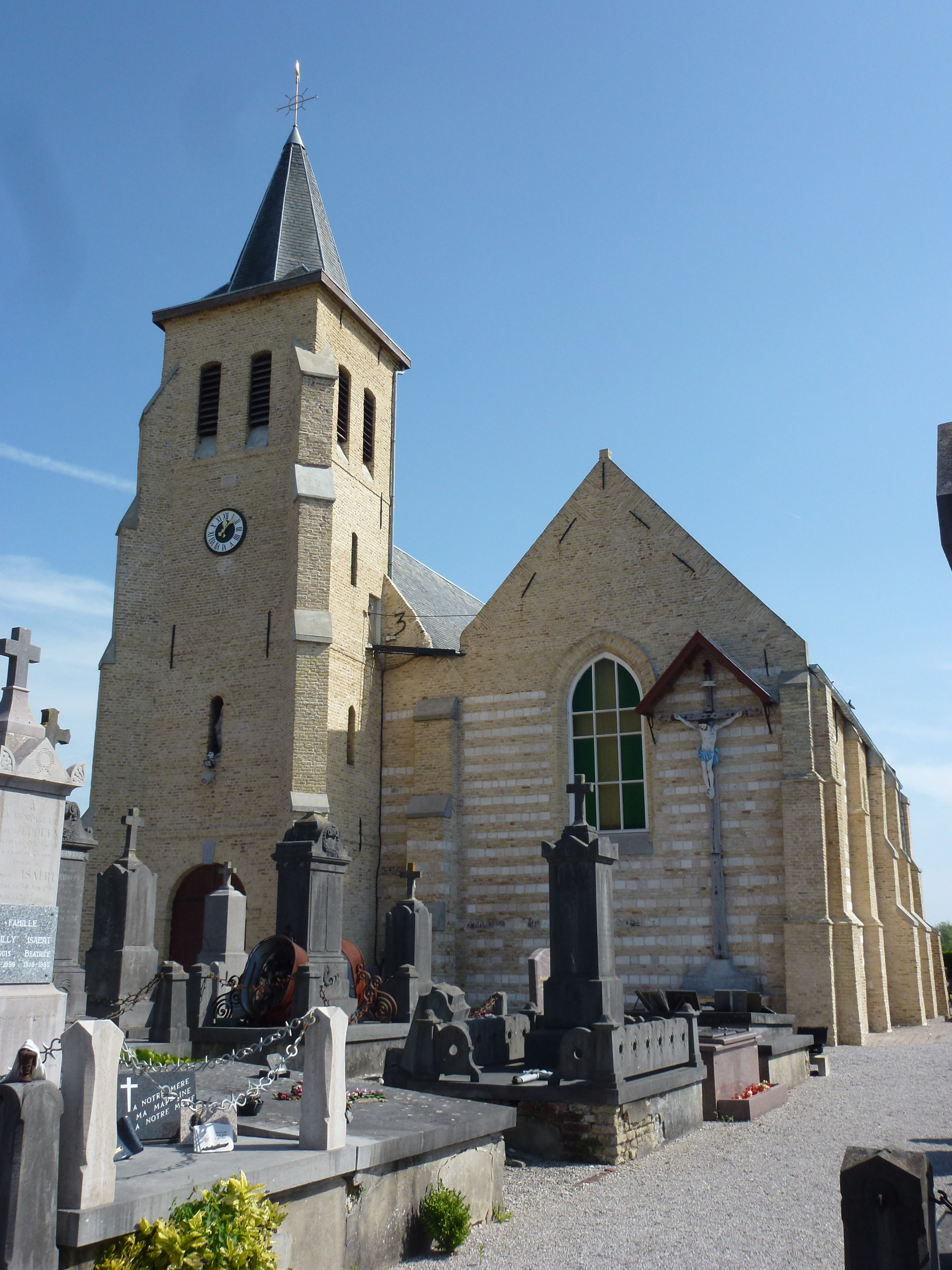
Kirche Saint-Folquin

- Kirche Saint-Folquin, 1644 erbaut, teilweise zerstört und wieder aufgebaut 1661
- Wallburg (Motte) aus dem 14. Jahrhundert